# Geomyza coquilletti
Geomyza coquilletti är en tvåvingeart som först beskrevs av Friedrich Georg Hendel 1917.  Geomyza coquilletti ingår i släktet Geomyza och familjen gräsflugor. Inga underarter finns listade i Catalogue of Life.